# Hallucigenia
L'allucigenia (gen. Hallucigenia) è un animale marino estinto, probabilmente appartenente ai lobopodi, vissuto tra il Cambriano inferiore e il Cambriano medio (tra 520 e 505 milioni di anni fa). I suoi resti sono stati rinvenuti nei giacimenti di Burgess Shales in Canada e di Maotianshan in Cina.

## Descrizione
Per lungo tempo i paleontologi hanno potuto solo congetturare in che modo si spostasse e vivesse Hallucigenia; ancora oggi gli studiosi non sono concordi riguardo alla classificazione e alla ricostruzione di questo organismo. La specie tipo (H. sparsa) era stata originariamente attribuita agli anellidi e poi addirittura ricostruita capovolta.
In ogni caso, sembra che Hallucigenia possedesse un capo tondeggiante ed espanso, sprovvisto di una qualunque struttura visibile. Il corpo si allungava in un cilindro privo di anulazioni, che terminava in uno stretto tubo con un foro all'estremità (forse un ano). Sul corpo erano presenti due file appaiate di enormi spine (in tutto quattordici), che partivano direttamente dal “dorso” per proiettarsi all'infuori e verso l'alto. Sotto il corpo erano presenti sette tentacoli dalla punta bifida, posti in posizione dislocata rispetto alle spine: il primo tentacolo non aveva spine al di sopra di sé, ma gli altri erano tutti in correlazione con le coppie di spuntoni. Dietro i lunghi tentacoli, in prossimità del restringimento del corpo, vi erano altre tre coppie di corti tentacoli.

## Scoperta e classificazione

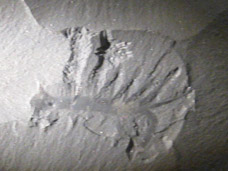
Allucigenia rinvenuta nella Argillite di Burgess

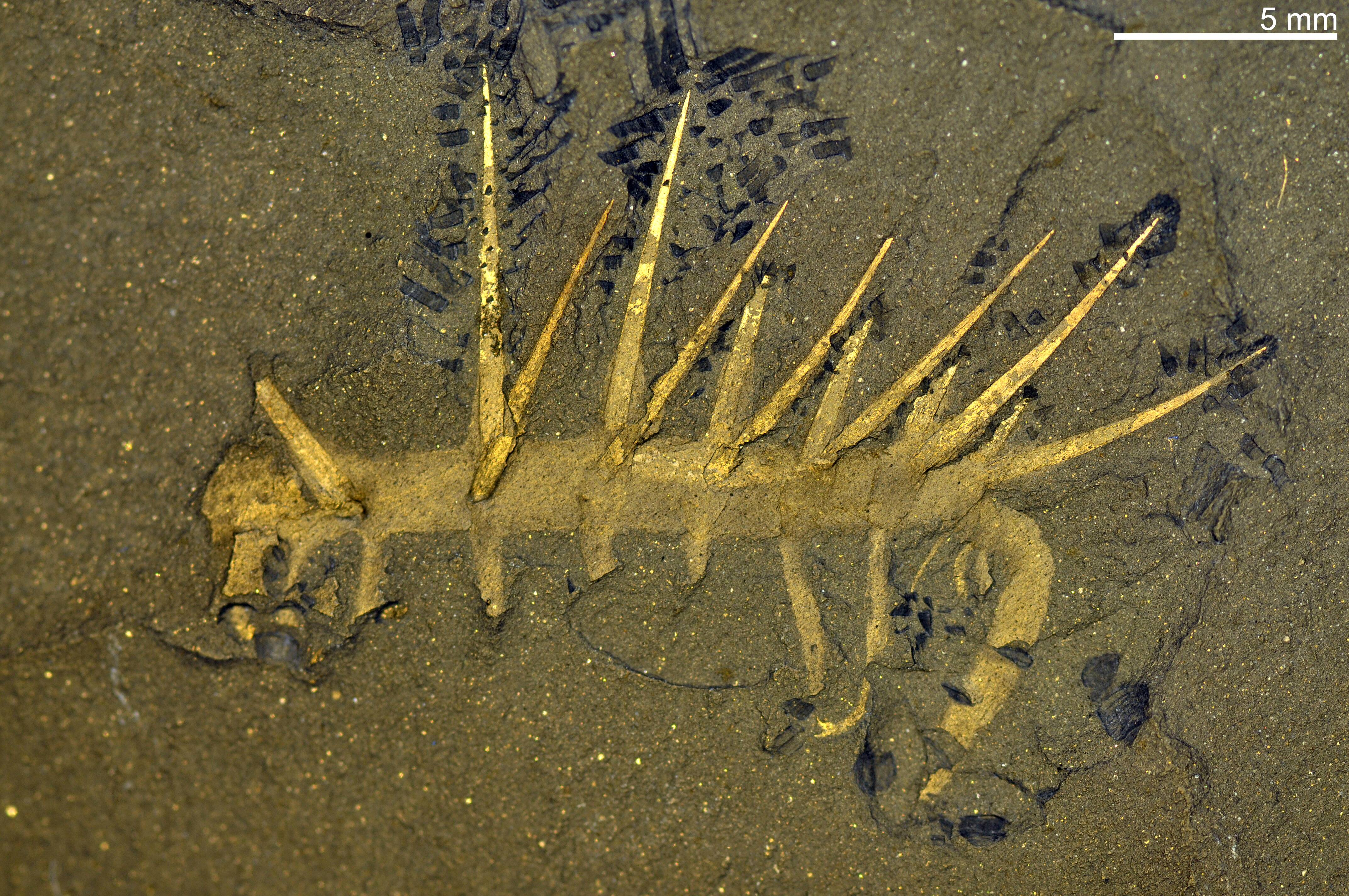
Allucigenia

Descritti per la prima volta nel 1911, i fossili di Hallucigenia furono scambiati da Charles Doolittle Walcott per quelli di semplici anellidi policheti, e vennero denominati Canadia sparsa.
Gli esemplari non furono più esaminati per molti anni, fino a quando, nel 1977, Simon Conway Morris dimostrò che questa creatura era qualcosa di completamente diverso, e la denominò Hallucigenia sparsa, in omaggio all'aspetto bizzarro dell'animale. Studiando la trentina di esemplari disponibili, Morris pervenne alla conclusione che  Hallucigenia usasse le lunghe paia di spine come fossero dei trampoli: forse si spostava con moti di contrazione, ma un movimento del genere avrebbe reso l'animale estremamente goffo. Lo studioso, inoltre, non risolse la questione della “testa” priva di occhi, bocca o altre appendici. I tentacoli, che nella ricostruzione di Morris erano posti sul dorso, furono visti come sette “bocche” che nutrivano l'intero animale indipendentemente. Ignota rimaneva anche la funzione dei corti tentacoli posteriori.
Un'altra teoria, promossa anche da Stephen Jay Gould, proponeva Hallucigenia non come un animale a sé stante, ma come una vistosa appendice di un organismo di dimensioni maggiori. Qualcosa di simile, nella storia del giacimento di Burgess, avvenne anche con l'animale noto come Anomalocaris.
Nel 1991 emerse una nuova interpretazione, basata sulla scoperta in Cina di un animale chiamato Microdictyon: secondo Lars Ramskold e Hou Xianguang (gli scopritori del nuovo organismo), Hallucigenia poteva essere un rappresentante degli onicofori. In sostanza, i due studiosi “ribaltarono” l'animale: i sette tentacoli finirono per diventare coppie di zampe, e le spine furono interpretate come armi protettive sul dorso. Gli esemplari di Burgess Shales non mostravano nessun segno visibile di arti appaiati; Ramskold e Hou sezionarono i fossili e trovarono quelle che potevano essere tracce di un'effettiva seconda struttura tentacolare. Secondo i due scienziati, la testa informe e bulbosa dell'animale era probabilmente una “macchia” che si presentava in alcuni fossili.
Nonostante questa interpretazione sia generalmente accettata, molti problemi riguardo Hallucigenia sono lungi dall'essere risolti. Al contrario della contemporanea Aysheaia, Hallucigenia non assomigliava per nulla agli onicofori viventi: le “zampe” artigliate erano allungate e prive di anulazioni, ed è difficile spiegare perché trenta esemplari fossili non mostrino il secondo paio di “zampe”. Anche le spine sul dorso pongono alcuni problemi: non si sa quanta protezione potessero offrire, ed è strano che non si siano mai preservate indipendentemente dai restanti tessuti molli dell'animale.

### Recenti scoperte
Alcuni paleontologi considerano valida la ricostruzione “ribaltata” di Ramskold e Hou, ma considerano Hallucigenia un lobopode, abbastanza simile al cosiddetto “lobopode corazzato” Onychodictyon. Un'altra specie ascritta al genere Hallucigenia è H. fortis, rinvenuta negli anni '90 nel giacimento cinese di Maotianshan. Questa specie possiede spine appaiate sensibilmente più corte rispetto a quelle della versione canadese.